# One Night Stand 2008
One Night Stand 2008 was een professioneel worstel-pay-per-viewevenement dat geproduceerd werd door World Wrestling Entertainment (WWE). Dit evenement was de vierde en laatste editie van One Night Stand en vond plaats in de San Diego Sports Arena in San Diego (Californië) op 1 juni 2008.
De belangrijkste gebeurtenis was een Tables, Ladders and Chairs match tussen Edge en The Undertaker voor het vacante World Heavyweight Championship. Edge won de match en werd de nieuwe World Heavyweight Champion. Waardoor Undertaker de WWE moest verlaten.

## Matchen
| Nr.                                                                          | Match | Winnaar(s)   |
| ---------------------------------------------------------------------------- | --- | ------------ |
| -                                                                            | Shelton Benjamin vs. Matt Hardy in een een-op-eenmatch | Matt Hardy   |
| 1                                                                            | Jeff Hardy vs. Umaga in een Falls Count Anywhere match | Jeff Hardy   |
| 2                                                                            | John Morrison vs. CM Punk vs. Big Show vs. Tommy Dreamer vs. Chavo Guerrero in een Singapore Cane match voor een ECW Championship-wedstrijd tegen Kane op Night of Champions 2008 | Big Show     |
| 3                                                                            | John Cena vs. John "Bradshaw" Layfield in een First Blood match | John Cena    |
| 4                                                                            | Beth Phoenix vs. Melina in een "I Quit" match | Beth Phoenix |
| 5                                                                            | Shawn Michaels vs. Batista in een Stretcher match | Batista      |
| 6                                                                            | Triple H (c) vs. Randy Orton in een Last Man Standing Match voor het WWE Championship                                                                                             | Triple H (c) |
| 7                                                                            | Edge vs. The Undertaker in een Tables, Ladders and Chairs match voor het vacante World Heavyweight Championship1                                                                  | Edge (nc)    |
| (c) huidige kampioen voor en na de match \| (nc) nieuwe kampioen na de match | |              |

1 Als The Undertaker de wedstrijd verloor, moest hij de WWE verlaten.